# Brie-sous-Chalais
Brie-sous-Chalais è un comune francese di 166 abitanti situato nel dipartimento della Charente, nella regione della Nuova Aquitania.

## Società

### Evoluzione demografica
Abitanti censiti